# Llibertat daurada
La llibertat daurada és el nom que va rebre el sistema polític de la Confederació de Polònia i Lituània des de 1569, quan es va establir la Unió de Lublin. Estava articulat entorn al poder dels szlachta o nobles locals. Aquests tenien dret a escollir el rei que liderés el país i a establir els límits del seu domini. Concretament, el monarca havia de retre comptes a un parlament oligàrquic de nobles que podien vetar mesures que els afectessin directament com canvis en el règim fiscal o fins i tot deposar el rei si aquest persistia a aplicar-les. El sistema també garantia la llibertat religiosa i una àmplia autonomia regional (tot i que amb una clara hegemonia dels territoris polonesos). El lema que resumia la llibertat daurada era "l'estat és una república sota la presidència del Rei", articulat per Jan Zamoyski. Aquest règim s'oposava al centralisme dels països europeus de l'època i va ser àmpliament contestat, tant pels veïns com per les classes populars, sense gairebé drets, però va servir de model per a iniciatives democràtiques i confederals posteriors.